# 古晋圣多玛中学
古晋圣多玛中学（英語：St. Thomas' Secondary School）是马来西亚的一所男子中学（中六学级开放给女性入学），也是砂拉越最早创办的英文学校，成立于1848年。1848年6月29日，当麦陀鹅主教夫妇抵达古晋时，就从这里开始履行传教任务，建立学校，设置诊所，也雇用了一位来自德国的工匠兴建了一座美丽的教堂。

## 历史
一群由牧师兼医生弗朗西斯·托马斯·麦陀鹅（Francis Thomas McDougall）领导的英国圣公会传教士于1848年6月29日抵达砂拉越。
1848年9月，拉惹授予传教团一块位于镇东的土地。家庭学校于1849年迁至该地，并逐渐发展为两所分别位于古晋的圣公会学校，圣多玛学校（男校）和圣玛丽学校（女校）。
1886年8月13日，詹姆斯·布鲁克 (James Brooke) 拉惹为主建筑揭幕。
1927年11月30日，新礼堂开幕并举行了祝福仪式。
1929年9月10日，四栋寄宿楼由司法专员博伊德法官宣布启用。
弗朗西斯·霍利斯 (Francis Hollis) 后来成为纳闽、文莱和砂拉越的主教，从1928年至1938年任该校校长。
1930年首次参加剑桥初级证书考试，1935年开始参加学校证书考试。
1941年12月19日，古晋被日本空军轰炸。五天后的平安夜，日本陆军登陆古晋，并于圣诞节占领了学校场地，这段时间可能是学校历史上最黑暗的一段。
在澳大利亚军队于1945年9月11日登陆的前几天，大多数日本军队撤离了古晋，学校建筑被遗弃。
在日本投降后的三周内，圣多玛学校和圣玛丽学校重新开办为男女合校，但到1946年1月9日，两所学校再次分开。
1947年5月1日，修复后的主建筑由砂拉越皇室殖民地总督查尔斯·阿登·克拉克爵士 (Sir Charles Arden Clarke) 正式揭幕。
战后第一次剑桥初级证书考试于1947年在圣玛丽学校礼堂举行，共有21名考生成功通过。
1952年初，学校分为小学和中学。
1982年开始，由于新实施的教育改革，马来语成为了教学媒介。大多数教会学校的所有权也从基督教传教士转移到政府，作为交换，政府提供了资金或补助金，以维持学校的存在，为未来的师生提供支持。
2008年12月16日，圣多玛中学与吉隆坡维多利亚书院、沙巴诸圣中学和咖啡山姑娘堂学校一起被选入 'Premier Schools of Malaysia' 纪念邮票和首日封中。

## 知名校友
- 佐汉·伽扎利（英语：Johan Ghazali）（泰拳运动员）
- 丹斯里拿督巴丁宜阿邦佐哈里 (马来西亚政治人物)
- 拿督斯里黃庆昌 (新加坡大华银行集团的创办人)
- 丹斯里拿督阿马王其辉 (砂拉越华人政治活动家，前古晋国会议员)
- 王長水 (曾任砂拉越华人甲必丹和中华商会主席)
- 拿督斯里彭古鲁塔威斯利 (砂拉越第二任首席部长)

## 学校景观

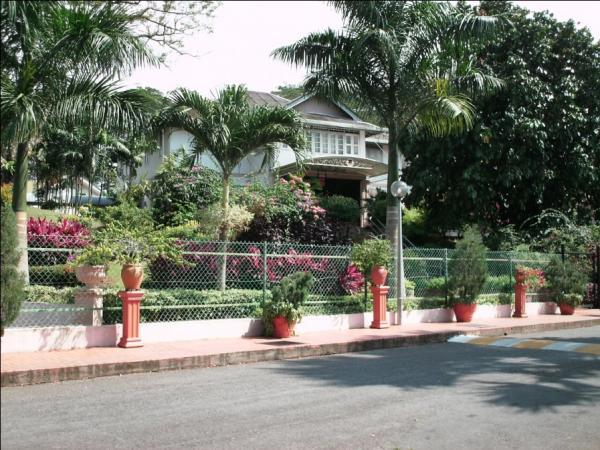
校长办公室
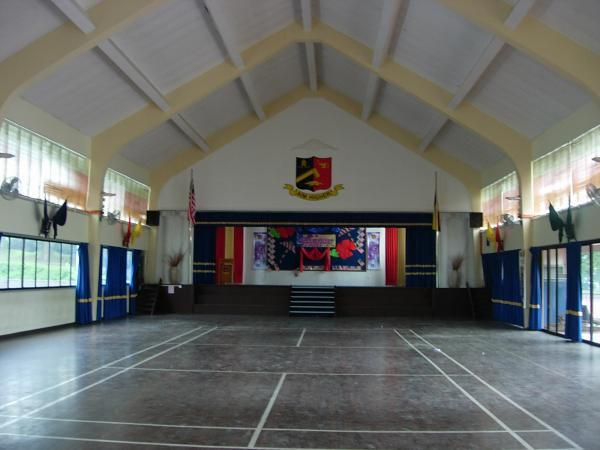
学校礼堂